# 34551 Andrianova
34551 Andrianova este o planetă minoră (asteroid), cu un diametru de 3,456 km, din centura de asteroizi. A fost descoperită pe 24 septembrie 2000 la Experimental Test Site⁠(d) de Lincoln Near-Earth Asteroid Research. 
Obiectul prezintă o orbită caracterizată de o semiaxă mare de 2,6308773 UAi, o excentricitate de 0,13, o înclinație de 8,91766 ° în raport cu ecliptica.